# Bundela
Die Bundela sind ein weit verzweigter Rajputenclan, der im 16. und 17. Jahrhundert weite Teile Zentralindiens beherrschte. Die historische Region Bundelkhand ist nach ihnen benannt.

## Mythos und Geschichte

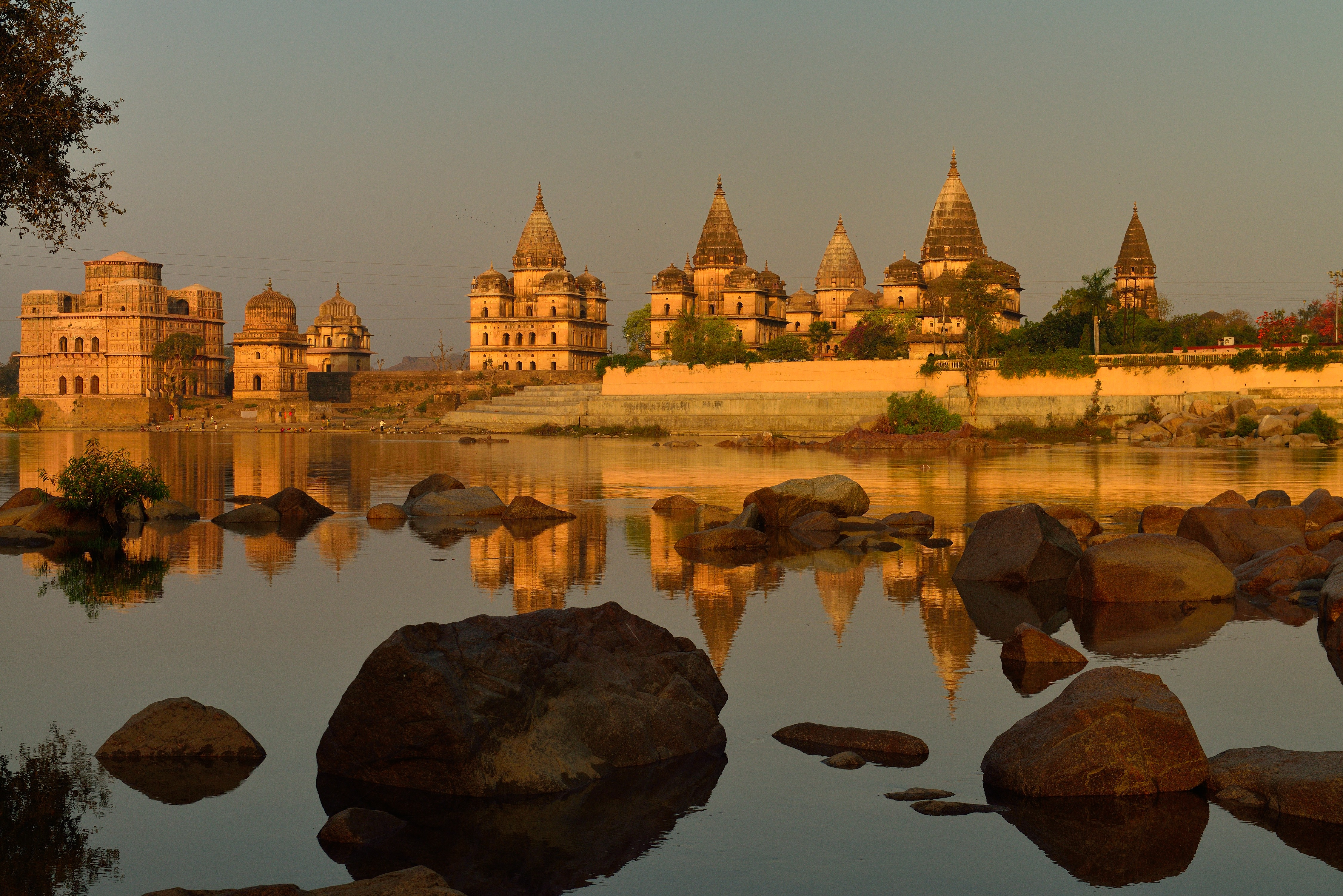
Memorialbauten (chhatris) der Rajas von Orchha am Ufer der Betwa

Die Bundela sahen sich als Abkömmlinge der mythischen Suryavamsha-Dynastie, auf die sich auch die Könige von Ayodhya, der Geburtsstadt des Hindu-Gottes Rama, beriefen.
Im Mittelalter soll sich die Dynastie weitverzweigt haben, doch tritt der erste bedeutendste Herrscher Rudra Pratap Singh (reg. 1501–1531) erst spät in Erscheinung – er war in den ersten Jahrzehnten des 16. Jahrhunderts der Gründer und Erbauer von Orchha. Im 17. Jahrhundert spalteten sich die Fürstenstaaten von Datia und Panna ab. Nach dem Tod Chhatrasals, des Herrschers von Panna, im Jahr 1731 bildeten sich die quasi unabhängigen Bundela-Fürstenstaaten von Ajaigarh, Bijawar und Charkhari; im Jahr 1785 schließlich entstand der Fürstenstaat Chhatarpur. Nach Übergriffen der Marathen kamen die Fürstenstaaten unter die Kontrolle Britisch-Indiens und verschwanden nach der Unabhängigkeit Indiens (1947) schließlich ganz.